# ジョン・クーパー (陸上選手)
ジョン・クーパー (John Cooper、1940年12月18日 - 1974年3月3日)は、イギリスの陸上競技選手。1964年東京オリンピックの銀メダリスト。

## 経歴
1964年東京オリンピックに出場、400mハードルではアメリカのレックス・コーリーに次いで銀メダルを獲得した。さらに4×400mリレーにも出場し、ティモシー・グラハム、エイドリアン・メトカーフ、ロビー・ブライトウェルとともに銀メダルを獲得した。
続く1968年メキシコシティーオリンピックの400mハードルにも出場したが、予選で敗退。デビッド・ヘメリーが金メダル、ジョン・シャーウッドが銅メダルを獲得するなど他のイギリス勢が活躍するなか、一人成績が振るわなかった。
1974年、トルコ航空DC-10パリ墜落事故に巻き込まれ死去した。